# Pigeon photographe

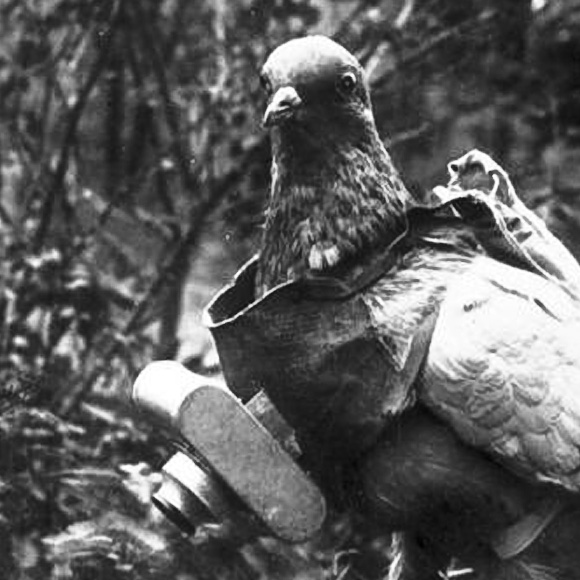
Pigeon espion allemand muni d'une caméra, probablement lors de la Première Guerre mondiale.

Le pigeon photographe est une méthode de photographie aérienne inventée par l'apothicaire allemand Julius Neubronner. Un pigeon voyageur est équipé d'un harnais qui transfère le poids d'une petite caméra de la poitrine au dos. Quand le pigeon est libéré, il retourne au colombier sur un trajet et à une vitesse relativement prévisibles. Cela permet de contrôler à peu près les endroits où le déclencheur automatique prendra des photos aériennes.
Neubronner arrête ses expériences après la Première Guerre mondiale puisque l'armée allemande n'était plus intéressée. Un deuxième essai entrepris dans les années 1930 par l'horloger argovien Adrian Michel n'eut pas plus de succès. Néanmoins on peut penser que la méthode fut appliquée à petite échelle durant la Seconde Guerre mondiale, du côté allemand comme du côté français, ainsi que dans les années 1970 par la CIA.

## Origines
Les premières photographies aériennes furent prises en 1858 par le ballonier Nadar ; la plus ancienne conservée a été prise en 1860 par James Wallace Black (en), du même ballon. À la fin du XIXe siècle des progrès dans la technique photographique permirent son emploi dans des engins volants sans pilote. Ainsi Arthur Batut expérimentait dans les années 1880 le photo cervolisme. Beaucoup d'autres suivirent, et, en 1896, William Abner Eddy prit de bonnes photos avec cette technique. En 1888, Amédée Deniss équipa une fusée avec une caméra et un parachute, et en 1897 Alfred Nobel pratiqua aussi la photographie par fusée.
Durant les XIXe et XXe siècles, les pigeons voyageurs furent beaucoup employés comme messagers civils et messagers de guerre. Pendant la guerre franco-prussienne de 1870/1871 la fameuse poste pigeonnière de Paris transportait jusqu'à 50 000 télégrammes microfilmés par vol de pigeon de Tours jusqu'à la capitale assiégée (au total 100 000 dépêches d'État et un million de messages privés).
Dans une expérience de la Société technique impériale russe de Saint-Pétersbourg, Alexandre de Kowanko, le chef du corps de ballon russe, fit en 1889 des photographies aériennes à partir d'un ballon et envoya les négatifs de collodion développés à la terre par moyen d'un pigeon voyageur.

## Julius Neubronner

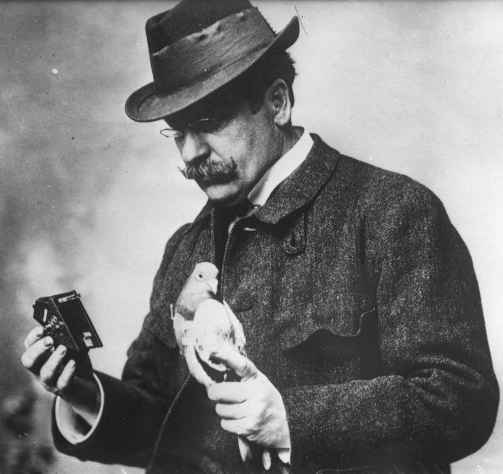
Julius Neubronner (1914).

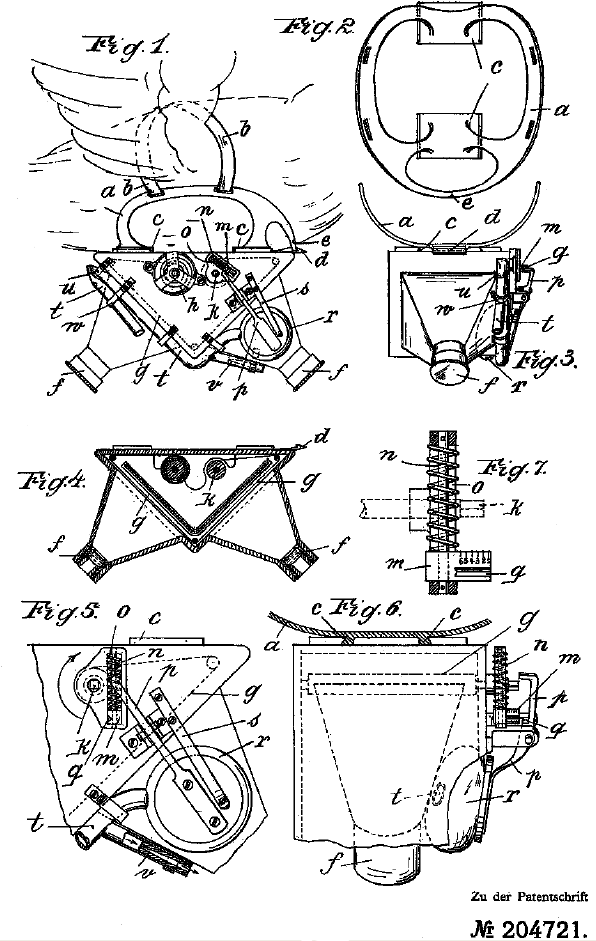
Caméra de pigeon avec deux objectifs (esquisses de brevet).

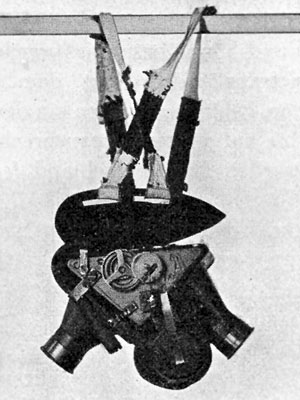
La caméra brevetée avec cuirasse, suspendue au harnais.

Vers 1903, Julius Neubronner (1852–1932), apothicaire à Kronberg près de Francfort-sur-le-Main, avait l'habitude de recevoir des ordonnances du sanatorium à Falkenstein par pigeon voyageur, et il délivrait les médications urgentes jusqu'à 75 g par la même méthode,. Lorsqu'un jour l'un de ses « aigles à poison » (comme les pigeons étaient dénommés dans le sanatorium) se perdit dans le brouillard et n'arriva que quatre semaines plus tard avec son chargement, cela inspira à Neubronner l'idée d'abord badine de pourvoir ses pigeons de caméras automatiques pour tracer leurs trajets. Cette idée le mena à fusionner ses deux passions – la colombophilie et la photographie – pour former un nouveau « double sport ».
Neubronner se mit au développement d'une caméra légère et minuscule qui pouvait se fixer à la poitrine d'un pigeon par le moyen d'un harnais et d'une cuirasse d'aluminium. Il devait exercer les pigeons minutieusement pour les habituer à cette charge. Pour prendre une photographie aérienne, Neubronner déplaçait un pigeon à un endroit éloigné d'une centaine de kilomètres au plus de son colombier. L'oiseau, équipé d'un appareil photo est libéré, sachant qu'il serait déchargé une fois de retour, ce qui l'amenait à prendre la route la plus directe. L'oiseau chargé volait à une altitude de 50 à 100 mètres,. Un mécanisme pneumatique contrôlait le retardement du déclencheur avant la prise de la photographie.
Selon Neubronner il existait une douzaine de modèles différents de sa caméra avant 1920. En 1907 le succès était suffisant pour déposer un brevet. D'abord le bureau des brevets impériale refusa son invention « Procédé et appareil pour prendre des vues photographiques de paysages de haut en bas » comme inconcevable, mais avec l'appui des résultats photographiques cela persuada les fonctionnaires et le brevet allemand fut émis en décembre 1908, (le rejet initial était fondé sur une méprise répandue concernant la capacité de charge d'un pigeon).
Neubronner présenta son invention à un public international en 1909 à l'occasion d'abord de l'exposition photographique internationale de  Dresde, puis de l'exposition aéronautique internationale de Francfort. Le public à Dresde put assister au retour des pigeons, et les prises aériennes qu'ils amenaient furent développées immédiatement et transformées en cartes postales,. À la même époque les photographies prises par les pigeons de Neubronner étaient présentées aux deux salons aéronautiques de Paris, et y recevaient des prix.
Une photographie du Château-hôtel de Kronberg (Schlosshotel Kronberg) comportait par hasard les ailes du pigeon-photographe. Cette fameuse image devint l'objet d'une querelle de droits d'auteur à la fin des années 1920 (Schloss Friedrichshof avait été construit par la princesse Victoria, veuve de l'empereur des 99 jours).

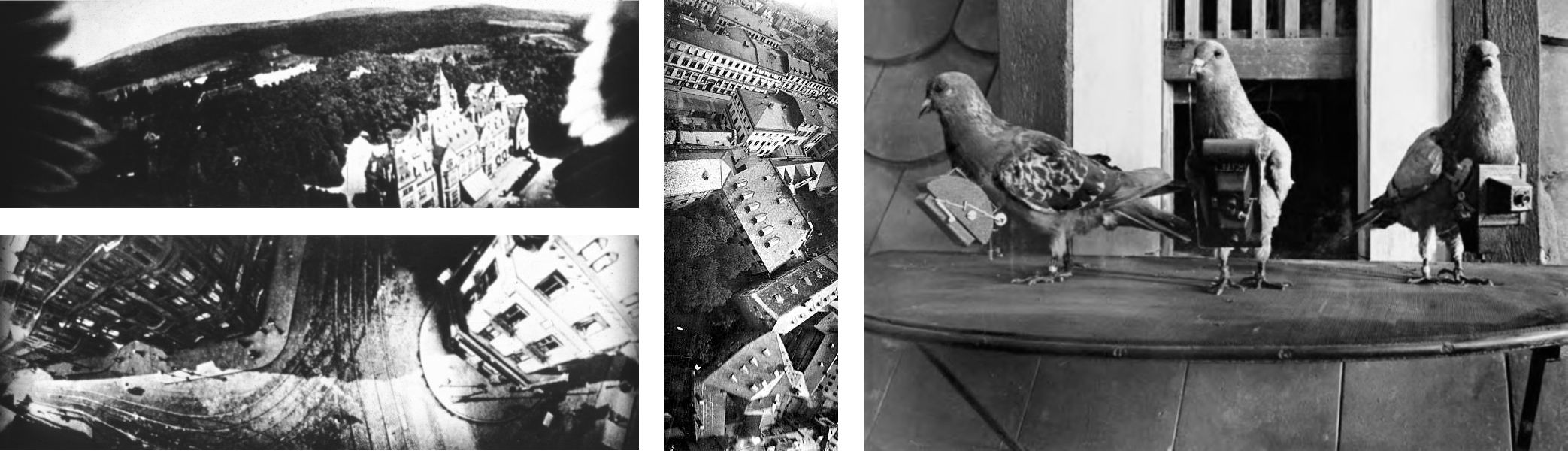
Photos aériennes de Schlosshotel Kronberg (en haut à gauche) et de Francfort (en bas à gauche et au centre) ; pigeons armés de caméras (à droite).

Il existe de nombreuses différences entre les divers modèles d'appareils photographiques. Un article qui parut en 1911 listait quatre types : Un appareil photographique ordinaire avec un seul objectif, un « appareil photographique panoramique », un appareil photographique avec deux objectifs et un appareil photographique capable de prendre une suite de huit photos. Selon l'article le plus grand et plus lourd d'entre eux avait les dimensions de 10 x 6,5 centimètres et pesait environ 75 grammes.
- L'appareil photographique double-objectif prenait deux photos du format 5 x 5 cm simultanément : l'une dans la direction du vol, l'autre vers la terre[14]. C'est le modèle qui est défini dans le brevet. Les deux objectifs partagent un obturateur à rideaux commun qui s'actionne parallèlement à la direction du vol[11].
- Vers 1910 Neubronner développait l' « appareil photographique panoramique double-sport », qui prenait des photos panoramique du format 3 cm × 8 cm. Tout comme les autres modèles il n'était pas fabriqué en série[15].
- Le dernier modèle (avant 1920) pesait un peu moins de 40 grammes et prenait douze clichés[16].

Une photo assez connue de trois pigeons photographes empaillés montre à droite un appareil photographique avec un objectif seul, au milieu un appareil photographique avec double-objectif, et à gauche l'appareil photographique panoramique.
En 1920, Neubronner constata que dix ans de dur travail ne lui avaient attiré que des mentions dans les encyclopédies et la conscience d'avoir servi son pays dans la guerre avec une technologie ancillaire, le colombier mobile (décrit dans la prochaine section). L'appareil photographique « double-sport » est exposé dans l'exposition Photo + film du Deutsches Museum à Munich.

## Première Guerre mondiale
Dès le commencement, l'invention de Neubronner était motivée, au moins partiellement, du prospect d'applications dans la colombophilie militaire utilisé jusqu'ici pour le transport de messages. À cette époque, la reconnaissance aérienne photographique était possible mais pénible, car elle impliquait l'emploi d'aérostats, de cerfs-volants ou de fusées. Le premier vol réussi des frères Wright en 1903 ouvrit la porte à de nouvelles options, qui furent optimisées durant la Première Guerre mondiale. Mais les pigeons photographes, avec toutes leurs difficultés techniques, promettaient de fournir des photos supplémentaires, plus détaillées et prises d'une altitude plus modérée.

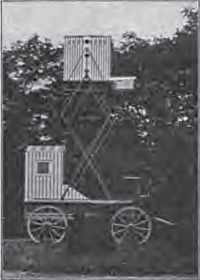
Colombier et chambre noire mobile de Neubronner, présentés aux expéditions de 1909.

Le ministère de guerre prussien était intéressé, mais le scepticisme des officiers devait être surmonté aux moyens d'une suite de démonstrations réussies. Les pigeons restaient relativement indifférents aux explosions, mais la principale difficulté dans les conditions d'une bataille restait le fait qu'après un déplacement du colombier – même s'il s'agit seulement de quelques mètres – un pigeon ne sait plus quoi faire. Il faut alors l'accoutumer à la nouvelle position dans un long processus qui n'est pas toujours réalisable lors d'une bataille. Le problème de faire accepter aux pigeons voyageurs, avec un effort minimal, un colombier décalé avait été attaqué avec quelque succès par l'armée italienne vers 1880 ; un capitaine de l'artillerie française, nommé Reynaud, l'avait résolu en élevant des pigeons jeunes dans un colombier vagabondant (aujourd'hui on sait que les pigeons ont tout un arsenal de méthodes d'orientation ; il faut leur faire choisir celles qui sont applicables dans cette situation). On ne sait pas si Neubronner avait eu connaissance de ces travaux, mais il savait qu'une solution devait exister puisqu'on lui avait parlé d'un forain colombophile qui voyageait avec un colombier dans sa roulotte. Aux expositions de Dresde et Francfort Neubronner présenta d'abord une petite voiture hippomobile qui combinait une chambre noire avec un colombier. Durant des mois de travail pénible il éleva des pigeons voyageurs adaptés à la vie itinérante.
En 1912, Neubronner termina la tâche fixée en 1909 de photographier le centre de distribution des eaux à Tegel en utilisant seulement son colombier mobile. La fin de presque dix ans de négociations était prévue pour août 1914, à l'occasion d'une manœuvre de Strasbourg, suivie par l'acquisition publique de l'invention. Ces plans furent contrariés par l'irruption de la guerre. Neubronner dut mettre tous ses pigeons et tout son équipement à la disposition de l'armée, qui les testèrent sur le front avec des résultats  satisfaisants,.
Pour finir, les pigeons photographes ne triompheront pas dans la surveillance aérienne. Par contre, avec les conditions nouvelles de la guerre des tranchées les pigeons voyageurs connurent une renaissance dans leur rôle de messagers. Le colombier mobile se retrouva à la bataille de Verdun, où on se satisfit qu'il fut introduit au préalable durant la bataille de la Somme. Après la guerre le ministère de la guerre avisa Neubronner qu'il n'existait pas de valeur militaire pour les pigeons photographes et que continuer ses expériences ne serait pas justifié.
Le musée international de l'espionnage (International Spy Museum) de Washington a dédié une petite salle aux pigeons photographes et à leur mission lors de la Première Guerre mondiale.

## Seconde Guerre mondiale

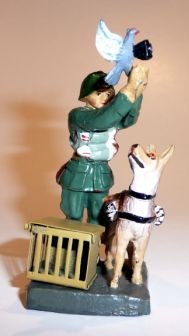
Soldat en miniature avec pigeon photographe.

Malgré le refus de l'invention immédiatement après la Première Guerre mondiale, il semble que dans les années 1930, le militaire allemand dressa des pigeons photographes à Munich, avec des appareils photographiques capables de réaliser 200 prises par vol. L'inventeur de la méthode, qui décéda en 1932, n'y prit plus part à cette époque. Mais les Allemands n'étaient plus les seuls à convoiter cette technique. L'armée française déclara qu'elle possédait des caméras cinématographiques adaptées pour les pigeons, et qu'elle aurait développé une méthode pour faire décoller des pigeons par des chiens dressés, derrière les lignes ennemies.

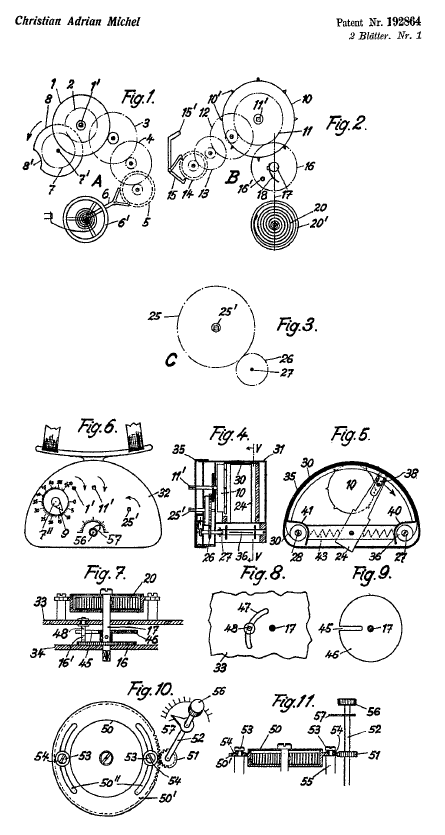
Esquisse du brevet d'Adrian Michel.

Bien que les pigeons voyageurs et les colombiers mobiles furent utilisés abondamment comme messagers dans la Seconde Guerre mondiale, on ignore dans quelle mesure les pigeons étaient vraiment employés pour la reconnaissance aérienne. Selon des rumeurs qui couraient parmi les Alliés, les Allemands et les Japonais auraient employé l'invention de Neubronner, et selon un reportage de 1943 les éclaireurs américains auraient eu conscience de cette possibilité mais ne l'avaient pas adoptée officiellement.
C'est clairement pendant la Seconde Guerre mondiale que des pigeons photographes furent retrouvés sous forme de modélisme militaire, dans des chambres d'enfants allemands. À cette époque, bien des figures populaires de la marque Elastolin démontraient des motifs de l'époque d'avant 1918 avec des uniformes actualisés, et, à partir d'environ 1935, les catalogues présentaient un éclaireur avec chien transportant des pigeons et un pigeon volant avec un appareil photographique.

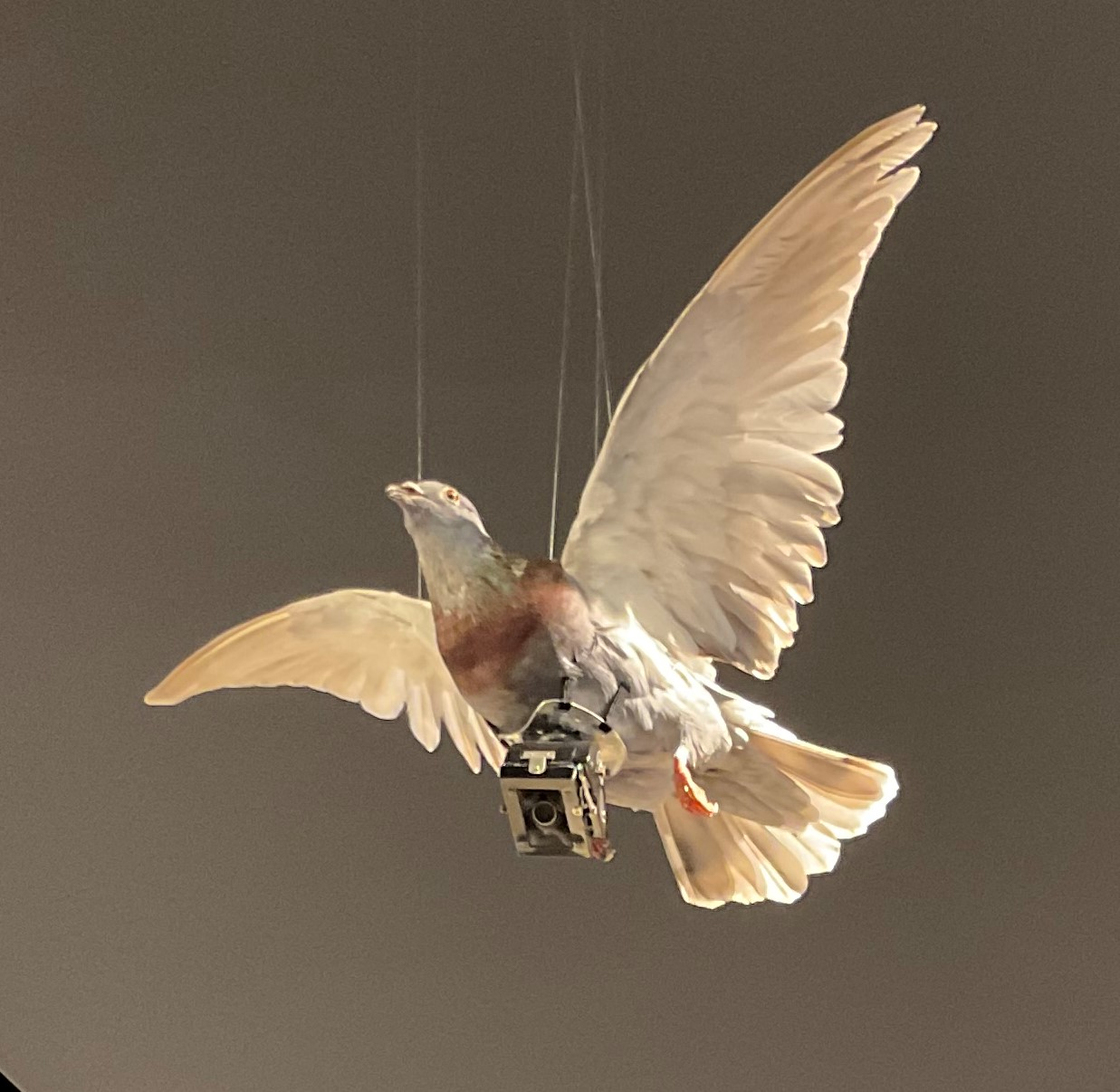
Un pigeon avec un appareil photo déclenché par changement de pression, vu au musé militaire de Dresden

Grâce aux recherches du Musée suisse de l'appareil photographique à Vevey, on sait que l'horloger suisse Christian Adrian Michel (cs) (1912–1980) développait à la même époque des appareils photographiques pour pigeons à Walde en Argovie. Il adapta l'appareil photographique « double sport » de Neubronner au format 16 mm et en l'améliorant avec un mécanisme qui contrôlait le temps écoulé avant la première photographie et le temps entre les prises, et qui transportait le film. Cet appareil photographique restait sous la limite de poids de 75 g. L'appareil photographique de Michel était breveté en 1937, mais son projet de l'offrir à l'Armée suisse n'aboutit pas car il ne trouvait pas d'entreprise pour sa production en série. Au total il n'y eut pas plus de 100 appareils photographiques de ce type,. Après le début de la Seconde Guerre mondiale, Michel fit breveter une douille pour le transport de petits objets comme des rouleaux de film par pigeon voyageur. Dans sa remise, cédée par ses héritiers au musée de Vevey, se trouvait une photo d'un chien avec cinq petits paniers pour le transport de pigeons. Entre 2002 et 2007, trois caméras de Michel étaient vendues par Christie's à Londres.
Le Musée suisse de l'appareil photographique possède environ 1 000 clichés d'essais qui furent prises pendant l'élaboration de la caméra de Michel. En 2007, le catalogue de l'exposition « Des pigeons photographes ? » les divisait en :
- prises de contrôle d'appareils au sol ou plongeantes par la fenêtre ;
- prises de vues humaines au sol ou simulant le vol ;
- vues d'avions ;
- des photos qui semblent être prises par des pigeons relâchés d'un avion ;
- aussi bien qu'un petit nombre[31] de prises aériennes typiques de pigeons[32].

## Après la Seconde Guerre mondiale
La visite virtuelle du musée de la CIA (qui n'est pas autrement accessible au public) présente une caméra pour pigeon de la CIA qui est alimentée par des piles. Les détails de son emploi sont toujours soumis à la conservation de secret. Selon des rapports des médias cette caméra était employée dans les années 1970 en relâchant les pigeons à partir d'un avion ; mais la technologie n'aurait pas été couronnée de succès,.
En 1978, le magazine suisse L'Illustré publiait une prise aérienne de la rue Gotthelf à Bâle, prise par un pigeon de Febo de Vries-Baumann avec une caméra hydraulique.
Dans les années 1980, Rolf Oberländer produisait un petit nombre d'excellentes copies de l'appareil photographique « double sport », dont le Musée suisse de l'appareil photographique acheta un exemplaire en 1999. Il semble que quelques-unes furent vendues comme des originaux.
En 2002/2003, l'artiste et colombophile américain Amos Latteier expérimenta avec les pigeons photographes. Il employa des caméras APS et numériques et travailla ses recherches, aventures et résultats dans des happenings de conférence du style « PowerPointilliste » à Portland.
Dans une adaptation cinématographique de La Belle au bois dormant par le réalisateur allemand Arend Agthe (de) (2008), le prince invente les pigeons photographes et découvre la Belle sur une des photos.

### Sources
- (de) Alfred Hildebrandt, Die Luftschiffahrt nach ihrer geschichtlichen und gegenwärtigen Entwicklung, Munich, 1907 (lire en ligne).
- Fribourg, « Photographie militaire et photo-cartographie (suite) », Bulletin de la Société Photographique du Nord de la France,‎ 1892, p. 131–136 (lire en ligne).
- (en) « Pigeons now take aerial photos », Popular Mechanics,‎ juillet 1931 (lire en ligne).
- (en) « Carrier pigeons take aerial photos with new camera », Popular Mechanics,‎ février 1932 (lire en ligne).
- (en) « Carrier pigeons with cameras », The Canberra Times,‎ 13 avril 1932 (lire en ligne).
- (en) « Carrier pigeons turn cameramen », Popular Mechanix,‎ mai 1936 (lire en ligne).
- (en) Chas Bowie, « Visual Reviews – PowerPointillism », Portland Mercury,‎ 30 janvier 2003 (lire en ligne).
- (en) Joseph Gallivan, « Bird brain », The Portland Tribune,‎ 31 janvier 2003 (lire en ligne).
- (en) Ted Bridis, « CIA gadgets: robot fish, pigeon camera, jungle microphones », USA Today,‎ 2003 (lire en ligne).
- (en) John Hannavy, Encyclopedia of Nineteenth-century Photography, 2008, 1587 p. (ISBN 978-0-415-97235-2, lire en ligne), « Aerial photography ».
- (en) Peter Eisler, « True to form, CIA keeps its spy museum hush-hush », USA Today,‎ 13–14 juillet 2008 (lire en ligne).